# Атенеј
Атенеј Наукратски (стгрч. Ἀθήναιος ὁ Nαυκρατίτης Нαυκρατιος, Athēnaios Naukratitēs или Naukratios; лат. Athenaeus Naucratita) био je старогрчки реторичар и граматичар, који је стварао крајем 2. и почетком 3. века нове ере. Суда наводи да је живео у време Марка Аурелија, али презир са којим говори о Комоду, који је умро 192. године, имплицира да је надживео цара.

## Биографија
Био је Адрантов савременик.
Сам Атенеј наводи да је био аутор расправе о thratta, врсти рибе коју спомињу Архип и други комични песници, као и историје сиријских краљева. Оба дела су изгубљена. Од његових дела углавном је сачуван само петнаестотомни Deipnosophistae (што значи филозофи за вечером).
Дело је сачувано у петнаест књига. Дело је велика база нформација, углавном о појмовима у вези са познатим куварима, трпезаријом, али такође садржи напомене о музици, песмама, плесовима, филозофији, игрицама, куртизанама и луксузу. Атенеј помиње скоро 800 писаца и 2.500 засебних дела; један од његових ликова (не мора да се поистовећује са самим аутором) се хвали да је прочитао 800 комада само атинске средње комедије. Да није било дела Атенеја, недостајале би многе вредне информације о античком свету, а многи старогрчки аутори, попут Архестрата, били би готово потпуно непознати. Књига XIII, на пример, важан је извор за проучавање сексуалности у класичној и хеленистичкој Грчкој.
Енциклопедиста и писац Сер Томас Браун написао је кратак есеј о Атенеју који одражава оживљено интересовање научника за Банкет учених током 17. века након што је дело 1612. објавио класичар Исак Казаубон.